# Artland Dragons
Gli Artland Dragons sono una società cestistica avente sede a Quakenbrück, in Germania. Fondata nel 1955 all'interno della polisportiva QTSV Quakenbrück; nel 2003 ha assunto la denominazione attuale.
Disputa le partite interne nell'Artland-Arena, che ha una capacità di 3.000 spettatori.

## Palmarès
- Coppa di Germania: 1

2008